# Drávacsepely
Drávacsepely is een plaats (község) en gemeente in het Hongaarse comitaat Baranya. Drávacsepely telt 238 inwoners (2001).